# Zosterops lugubris
Zosterops lugubris là một loài chim trong họ Zosteropidae.